# 40
Il 40 (XL in numeri romani) è un anno bisestile del I secolo.

## Eventi

### Impero romano
- Ha luogo la costruzione delle cisterne romane, a Fermo, che servivano per deposito e depurazione di acque destinate alla città e al Navale Fermano.
- 1º gennaio - Caligola inaugura il terzo consolato, che eserciterà per 12 giorni.
- Caligola parte per una spedizione militare espansionistica in Britannia, che fallisce miseramente. Nonostante questo si proclama "vincitore".
- Il Norico e la Mauretania vengono incorporati nell'Impero romano.
- Caligola attua una riforma dell'autocrazia in senso ellenistico: distribuisce onori e cariche, si fa proclamare lui stesso una divinità (ordinando di tagliare la testa a tutte le statue delle antiche divinità facendole sostituire con la sua). Inoltre nomina senatore il suo cavallo preferito, Incitatus.

### Europa
- La tribù germanica dei Quadi si stanzia nelle odierne regioni della Moravia e della Slovacchia.

### Asia
- Vardane I diventa imperatore della Partia, sconfiggendo la rivalità di suo fratello Gotarze II.

## Nati
- 13 giugno - Gneo Giulio Agricola, politico, militare e generale romano († 93)
- Rabbi Akiva, rabbino e teologo ebreo antico († 137)
- Dione Crisostomo, oratore, scrittore e filosofo greco antico
- Filippo di Agira, presbitero romano († 103)
- Claudia Ottavia, imperatrice romana († 62)
- Lucio Licinio Sura, politico e militare romano

## Morti
- Areta IV, re
- Gneo Domizio Enobarbo, politico romano
- Tiberio Giulio Abdes Pantera, militare romano (n. 22 a.C.)
- Tolomeo di Mauretania, sovrano berbero
- Aulo Virgio Marso, militare romano (n. 20 a.C.)

## Calendario
| Calendario 40 | Calendario 40 | Calendario 40 | Calendario 40 | Calendario 40 | Calendario 40 | Calendario 40 | Calendario 40 | Calendario 40 | Calendario 40 | Calendario 40 | Calendario 40 | Calendario 40 | Calendario 40 | Calendario 40 | Calendario 40 | Calendario 40 | Calendario 40 | Calendario 40 | Calendario 40 | Calendario 40 | Calendario 40 | Calendario 40 | Calendario 40 | Calendario 40 | Calendario 40 | Calendario 40 | Calendario 40 | Calendario 40 | Calendario 40 | Calendario 40 | Calendario 40 | Calendario 40 |
| ------------- | ------------- | ------------- | ------------- | ------------- | ------------- | ------------- | ------------- | ------------- | ------------- | ------------- | ------------- | ------------- | ------------- | ------------- | ------------- | ------------- | ------------- | ------------- | ------------- | ------------- | ------------- | ------------- | ------------- | ------------- | ------------- | ------------- | ------------- | ------------- | ------------- | ------------- | ------------- | ------------- |
|               | 1             | 2             | 3             | 4             | 5             | 6             | 7             | 8             | 9             | 10            | 11            | 12            | 13            | 14            | 15            | 16            | 17            | 18            | 19            | 20            | 21            | 22            | 23            | 24            | 25            | 26            | 27            | 28            | 29            | 30            | 31            |               |
| Gennaio       | Ve            | Sa            | Do            | Lu            | Ma            | Me            | Gi            | Ve            | Sa            | Do            | Lu            | Ma            | Me            | Gi            | Ve            | Sa            | Do            | Lu            | Ma            | Me            | Gi            | Ve            | Sa            | Do            | Lu            | Ma            | Me            | Gi            | Ve            | Sa            | Do            |               |
| Febbraio      | Lu            | Ma            | Me            | Gi            | Ve            | Sa            | Do            | Lu            | Ma            | Me            | Gi            | Ve            | Sa            | Do            | Lu            | Ma            | Me            | Gi            | Ve            | Sa            | Do            | Lu            | Ma            | Me            | Gi            | Ve            | Sa            | Do            | Lu            |               |               |               |
| Marzo         | Ma            | Me            | Gi            | Ve            | Sa            | Do            | Lu            | Ma            | Me            | Gi            | Ve            | Sa            | Do            | Lu            | Ma            | Me            | Gi            | Ve            | Sa            | Do            | Lu            | Ma            | Me            | Gi            | Ve            | Sa            | Do            | Lu            | Ma            | Me            | Gi            |               |
| Aprile        | Ve            | Sa            | Do            | Lu            | Ma            | Me            | Gi            | Ve            | Sa            | Do            | Lu            | Ma            | Me            | Gi            | Ve            | Sa            | Do            | Lu            | Ma            | Me            | Gi            | Ve            | Sa            | Do            | Lu            | Ma            | Me            | Gi            | Ve            | Sa            |               |               |
| Maggio        | Do            | Lu            | Ma            | Me            | Gi            | Ve            | Sa            | Do            | Lu            | Ma            | Me            | Gi            | Ve            | Sa            | Do            | Lu            | Ma            | Me            | Gi            | Ve            | Sa            | Do            | Lu            | Ma            | Me            | Gi            | Ve            | Sa            | Do            | Lu            | Ma            |               |
| Giugno        | Me            | Gi            | Ve            | Sa            | Do            | Lu            | Ma            | Me            | Gi            | Ve            | Sa            | Do            | Lu            | Ma            | Me            | Gi            | Ve            | Sa            | Do            | Lu            | Ma            | Me            | Gi            | Ve            | Sa            | Do            | Lu            | Ma            | Me            | Gi            |               |               |
| Luglio        | Ve            | Sa            | Do            | Lu            | Ma            | Me            | Gi            | Ve            | Sa            | Do            | Lu            | Ma            | Me            | Gi            | Ve            | Sa            | Do            | Lu            | Ma            | Me            | Gi            | Ve            | Sa            | Do            | Lu            | Ma            | Me            | Gi            | Ve            | Sa            | Do            |               |
| Agosto        | Lu            | Ma            | Me            | Gi            | Ve            | Sa            | Do            | Lu            | Ma            | Me            | Gi            | Ve            | Sa            | Do            | Lu            | Ma            | Me            | Gi            | Ve            | Sa            | Do            | Lu            | Ma            | Me            | Gi            | Ve            | Sa            | Do            | Lu            | Ma            | Me            |               |
| Settembre     | Gi            | Ve            | Sa            | Do            | Lu            | Ma            | Me            | Gi            | Ve            | Sa            | Do            | Lu            | Ma            | Me            | Gi            | Ve            | Sa            | Do            | Lu            | Ma            | Me            | Gi            | Ve            | Sa            | Do            | Lu            | Ma            | Me            | Gi            | Ve            |               |               |
| Ottobre       | Sa            | Do            | Lu            | Ma            | Me            | Gi            | Ve            | Sa            | Do            | Lu            | Ma            | Me            | Gi            | Ve            | Sa            | Do            | Lu            | Ma            | Me            | Gi            | Ve            | Sa            | Do            | Lu            | Ma            | Me            | Gi            | Ve            | Sa            | Do            | Lu            |               |
| Novembre      | Ma            | Me            | Gi            | Ve            | Sa            | Do            | Lu            | Ma            | Me            | Gi            | Ve            | Sa            | Do            | Lu            | Ma            | Me            | Gi            | Ve            | Sa            | Do            | Lu            | Ma            | Me            | Gi            | Ve            | Sa            | Do            | Lu            | Ma            | Me            |               |               |
| Dicembre      | Gi            | Ve            | Sa            | Do            | Lu            | Ma            | Me            | Gi            | Ve            | Sa            | Do            | Lu            | Ma            | Me            | Gi            | Ve            | Sa            | Do            | Lu            | Ma            | Me            | Gi            | Ve            | Sa            | Do            | Lu            | Ma            | Me            | Gi            | Ve            | Sa            |               |